# Abd Allah ibn Qazaghan
Abd Allah ibn Qazaghan (+ vers 1359) fou cap dels karaunes (1358–1359), fill de l'amir Qazaghan. Fou el governant efectiu del kanat de Txagatai.

## Activitat durant el govern del seu pare
El seu pare el va nomenar governador de Samarcanda vers 1346 i en vida de Qazaghan va fer una expedició a Coràsmia a la que el seu pare s'oposava. A la mort de l'amir Qazaghan el va succeir i a diferència del seu pare (el poder del qual es basava en les tribus del sud) es va mostrar interessat a influir en les tribus del nord del l'ulus, provocant l'hostilitat d'aquestes que no volien veure limitat el seu poder.

## Govern d'Abdallah i mort de Bayan Kuli (1358-1359)
Al saber la mort del seu pare Qazaghan, el fill Abdallah, governador de Samarcanda, es va desplaçar al sud, a Sali Sarai, on va rebre el jurament dels caps tribals com a successor. Bayan Kuli fou confirmar com a kan. No va passar gaire temps que Abdallah va decidir establir la seva capital a Samarcanda, que segurament oferia millors comoditats que Sali Sarai. L'amir Kurku i altres amirs del consell li van desaconsellar aquesta acció, que anava contra les tradicions nòmades. Finalment Abdallah no va escoltar a ningú i es va traslladar a Samarcanda amb Bayan Kuli (que abans vivia amb Qazaghan a Sali Sarai).
Poc després Abdallah es va enamorar de la emperadriu esposa del kan. Per poder-la posseir va fer matar Bayan Kuli (a Samarcanda) i va posar al tron el txagataïda Timur Xah (a vegades Xah Timur) fill de Buyun Timur, un príncep txagataïde que no se sap quin lloc li correspon al arbre genealògic. Bayan Kuli fou enterrat a Bukharà al costat del notable religiós Shaikh Saif al-Din Bakresy. Abdallah tenia l'oposició de les tribus Barles i Suldus, els caps de les quals eren Hajji Beg i Buyan Suldus, que no volien als karaunes prop dels seus territoris (el que passava amb el trasllat de la capital a Samarcanda) i estaven a punt de la revolta i aprofitant el crim del kan es va aixecar l'amir Buyan Sulduz, que va reunir un exèrcit amb el que va marxar de Shadman cap a Samarcanda; al passar per Kish va convencer de sumars-hi a Hajji Barles (oncle llunyà de Timur/Tamerlà, si bé a aquest no se l'esmenta) que va unir les seves tropes a les dels Sulduz; durant algun temps Abdallah va resistir a Samarcanda, però aquesta no era una ciutat per resistir un setge ja que no estava fortificada, i veient que no podría resistir i la derrota era imminent, va fugir. Els seus germans que van restar a la ciutat així com el Khan Timur Xah, van ser fets presoners i executats.
Una de les causes principals del conflicte entre Abdallah i els conspiradors contra Qazaghan fou possiblement el trasllat de la capital de Sali Sarai a Samarcanda. Abdallah ja governava Samarcanda però esdevenir capital comportava que allí es reunirien tropes per eventuals campanyes, cosa que no devia agradar als emirs que tenien territoris propers com els Barles (al sud-oest) de la vall de Qashqa Darya o els Sulduz (al sud-est, a Shadman, al Čaghaniyan).
Abdallah va fugir amb una petita escorta i va creuar el Jihun; va passar per Baghlan i es va dirigir cap a Andarab, una població karauna propera al extrem sud de Badakhxan, on es va viure fins que va morir no molt de temps després.

## Successió (1358-1359)
Inicialment foren Bayan Sulduz i Hajji Barles els que van assolir el govern de l'ulus de Transoxiana. Bayan Suldus era clement i religiós però molt aficionat al vi; mai passaven 8 dies sense alguna festa de disbauxa; donada la falta d'autoritat els amirs principals, caps de tribu, van començar a fer-se independents; si algun no pensava fer-ho es va sentir en la necessitat pel que feien els altres.
Segons Lamb a Tamerlane, the earth shaker, a Samarcanda van arribar aleshores Hajji Barles i Bayazid Jalayir amb les seves tropes tribals, reclamant ambdós el poder de tot el kanat. Finalment fou nomenat gran emir Buyan Sulduz (Buyan Suldus) amir dels Suldus de Čaghaniyan amb seu a Shadman. Cadascun dels amirs va fortificar les seves posicions i es va preparar a resistir i a fer incursions als territoris dels altres amirs. Hajji i Bayazid no tenien la capacitat per imposar-se si es que ho volien fer, i Buyan no hi estava interessat.
Yazdi Sharaf al-Din Ali explica com fou el repartiment del poder: Kish i Karshi per Hajji Barles i la tribu Barles (esmenta a amir Timur per la seva importància posterior, deixant entendre que Kish era una possessió dels dos, però realment les possessions d'aquest a Kish estaven dins del domini del seu parent); Bayazid Jalayir es va quedar amb Khojend, al nord a la vora del Sihun (antic Yaxartes, modern Sir Darya); Amir Husayn, fill de Musala (o Musalla) i net de Qazagan, que havia estat governador de Balkh i el Bakelan, ara al front dels karaunes, va obtenir Kabul, Kunduz i Baghlan; Khidr Yasauri tenia els territoris dels yasauris al nord de Samarcanda; Oljei Bugha Sulduz va adquirir Balkh; al sud hi havia diversos poders: els Apardi dirigits per Muhammad Khoja Apardi (que en realitat era naiman) es va apoderar de Shaburgan; el rei de Badakhxan era virtualment independent en les seves muntanyes; Kein Kofru i Oljeitu Itou Apardi s'havien apoderat de part del Khuttalan i d'Arhanq; la major part del Khuttal o Khutalan estava en mans de l'amir Kai Khusraw Khuttalani. Keder Jefuri de la tribu de Serpol i la tribu de Tancan, s'havia erigit en malik. Els Arlat, considerats una de les quatre tribus originaries, dominaven Gurziwan (al sud de Maimana) i Ankhud (al nord de la mateixa). El príncep de Kuhistan, Sutelmish (català Sutelmix), cansat de les guerres amb els kart d'Herat, va fer una estreta aliança amb Muhammad Khoja Apardi i van reunir un exèrcit per atacar Malik Muizz al-Din Husayn d'Herat. Aquest per la seva part també va reunir les seves forces. Muhammad i Sutelmish van fer el jurament que nomes veure al malik d'Herat correrien cap a ell sense aturar-se per res fins a arribar al seu costat i tallar-li el coll. Les forces dels kurt es van desplaçar cap al riu Murghab, al Gharčistan, al nord-est d'Herat i es van trobar amb els turcomongols a la plana de Yapaghu; els dos aliats van intentar portar a terme el jurament corrent a cavall amb el sabre a la ma cap el seu enemic; però les fletxes enemigues els van aturar i els van deixar morts sobre la plana; l'exèrcit turcmongol sense caps, va abandonar el camp de batalla. A Muhammad Khoja Apardi el va substituir Zinda Hasham Apardi.
Abd Allah fou enderrocat i el seu kan titella executat. Els tres caps van acordar que Buyan Sulduz seria l'amir principal (gran amir) de l'ulus, fos com una solució de consens entre els tres, fos perquè havia estat l'iniciador. Per contrast amb Abd Allah, Buyan no va fer gairebé cap intent d'afirmar el seu poder sobre les altres tribus de l'ulus. Preferia passar el seu temps bevent, i com a resultat l'ulus va esdevenir un conjunt de senyories tribals menors el que va facilitar l'expedició del kan de Mogolistan Tughluq Timur que finalment executarà a Bayan Suldus (1362) al qual va succeir el seu fill Shaikh Muhammad Sulduz. Buyan Suldus no governava sobre la totalidad dels suldus, només sobre els de Čaghaniyan amb centre a Shadman, però una altra part de la tribu tenia les seves terres a Balkh i estava dirigida per Oljei Bugha Suldus.